# Landolphia kirkii
Landolphia kirkii là một loài thực vật có hoa trong họ La bố ma. Loài này được Dyer mô tả khoa học đầu tiên năm 1881.
Loài cây này có thể tìm thấy ở Cộng hòa Dân chủ Congo, Malawi, Mozambique, Tanzania, Zambia, Zimbabwe và ở tỉnh KwaZulu-Natal của Nam Phi.